# Ernesto Mascheroni
Ernesto Mascheroni (Montevideo, 21 novembre 1907 – Montevideo, 3 luglio 1984) è stato un calciatore uruguaiano naturalizzato italiano, di ruolo difensore. Fu campione del mondo con la nazionale uruguaiana nel 1930.

## Carriera
Soprannominato El tío (lo zio), Mascheroni si affermò giovanissimo nell'Olimpia Montevideo. Nel 1930 il commissario tecnico dell'Uruguay Suppici lo inserì tra i convocati in vista della prima edizione del campionato mondiale di calcio, in programma quell'anno proprio in Uruguay.
Nella rassegna iridata collezionò tre presenze (giocò tutte le partite dell'Uruguay, tranne la prima contro il Perù) e a 22 anni e mezzo si laureò campione del mondo.
Dopo i Mondiali fece il salto di qualità al Peñarol, con cui vinse il titolo nazionale nel 1932. Due anni dopo lasciò gli aurinegros per trasferirsi in Argentina all'Independiente. Restò però ben poco al club di Avellaneda: dopo poche settimane passò, infatti, all'Ambrosiana-Inter di Giuseppe Meazza, due anni dopo il suo connazionale Héctor Scarone. L'esperienza in nerazzurro si rivelò brillante: pur non vincendo nulla, nelle due stagioni (1934/35 e 1935/36) giocate a Milano collezionò 53 presenze e 3 goal, oltre a 2 presenze con la maglia dell'Italia. Grazie alle proprie origini italiane fu infatti convocato in Nazionale da Vittorio Pozzo: esordì nell'amichevole giocata a Roma il 17 febbraio 1935 contro la Francia e vinta 2-1 dagli azzurri; giocò poi la partita della Coppa Internazionale 1933-1935 (poi vinta dall'Italia) disputata a Milano contro l'Ungheria e pareggiata 2-2.
Nel 1936 tornò al Peñarol, con cui vinse altri due titoli nazionali nel 1937 e nel 1938. Nel frattempo rientrò nel giro della nazionale uruguaiana, con cui partecipò al Campeonato Sudamericano de Football 1939 (nel quale l'Uruguay giunge secondo dietro al Perù padrone di casa). L'anno dopo diede l'addio al calcio.

## Statistiche

### Cronologia presenze e reti in nazionale
| Cronologia completa delle presenze e delle reti in nazionale ― Uruguay | Cronologia completa delle presenze e delle reti in nazionale ― Uruguay | Cronologia completa delle presenze e delle reti in nazionale ― Uruguay | Cronologia completa delle presenze e delle reti in nazionale ― Uruguay | Cronologia completa delle presenze e delle reti in nazionale ― Uruguay | Cronologia completa delle presenze e delle reti in nazionale ― Uruguay | Cronologia completa delle presenze e delle reti in nazionale ― Uruguay | Cronologia completa delle presenze e delle reti in nazionale ― Uruguay |
| Data                                                                   | Città                                                                  | In casa                                                                | Risultato                                                              | Ospiti                                                                 | Competizione                                                           | Reti                                                                   | Note                                                                   |
| ---------------------------------------------------------------------- | ---------------------------------------------------------------------- | ---------------------------------------------------------------------- | ---------------------------------------------------------------------- | ---------------------------------------------------------------------- | ---------------------------------------------------------------------- | ---------------------------------------------------------------------- | ---------------------------------------------------------------------- |
| 21-7-1930                                                              | Montevideo                                                             | Uruguay                                                                | 4 – 0                                                                  | Romania                                                                | Mondiali 1930 - 1º turno                                               | -                                                                      |                                                                        |
| 27-7-1930                                                              | Montevideo                                                             | Uruguay                                                                | 6 – 1                                                                  | Jugoslavia                                                             | Mondiali 1930 - Semifinale                                             | -                                                                      |                                                                        |
| 30-7-1930                                                              | Montevideo                                                             | Uruguay                                                                | 4 – 2                                                                  | Argentina                                                              | Mondiali 1930 - Finale                                                 | -                                                                      | 1º titolo mondiale                                                     |
| Totale                                                                 |                                                                        | Presenze                                                               | 3                                                                      |                                                                        | Reti                                                                   | 0                                                                      |                                                                        |

| Cronologia completa delle presenze e delle reti in nazionale ― Italia | Cronologia completa delle presenze e delle reti in nazionale ― Italia | Cronologia completa delle presenze e delle reti in nazionale ― Italia | Cronologia completa delle presenze e delle reti in nazionale ― Italia | Cronologia completa delle presenze e delle reti in nazionale ― Italia | Cronologia completa delle presenze e delle reti in nazionale ― Italia | Cronologia completa delle presenze e delle reti in nazionale ― Italia | Cronologia completa delle presenze e delle reti in nazionale ― Italia |
| Data                                                                  | Città                                                                 | In casa                                                               | Risultato                                                             | Ospiti                                                                | Competizione                                                          | Reti                                                                  | Note                                                                  |
| --------------------------------------------------------------------- | --------------------------------------------------------------------- | --------------------------------------------------------------------- | --------------------------------------------------------------------- | --------------------------------------------------------------------- | --------------------------------------------------------------------- | --------------------------------------------------------------------- | --------------------------------------------------------------------- |
| 17-2-1935                                                             | Roma                                                                  | Italia                                                                | 2 – 1                                                                 | Francia                                                               | Amichevole                                                            | -                                                                     |                                                                       |
| 24-3-1935                                                             | Vienna                                                                | Austria                                                               | 0 – 2                                                                 | Italia                                                                | Coppa Internazionale                                                  | -                                                                     |                                                                       |
| Totale                                                                |                                                                       | Presenze                                                              | 2                                                                     |                                                                       | Reti                                                                  | 0                                                                     |                                                                       |

## Palmarès

### Club

#### Competizioni nazionali
- Campionato uruguaiano: 3

Peñarol: 1932, 1937, 1938

### Nazionale
- Campionato mondiale: 1

 Uruguay: Uruguay 1930
- Coppa Internazionale: 1

 Italia:1933-1935